# NGC 7150
NGC 7150 é um asterismo na direção da constelação de Cygnus. O objeto foi descoberto pelo astrônomo George Bond em 1848, usando um telescópio refrator com abertura de 15 polegadas. 